# Magda Gessler
Magdalena Daria Gessler z domu Ikonowicz, primo voto Müller (ur. 10 lipca 1953 w Komorowie) – polska restauratorka, właścicielka lub współwłaścicielka kilkunastu restauracji i osobowość telewizyjna, okazjonalnie także malarka, felietonistka i aktorka niezawodowa. Od 2010 prowadząca program Kuchenne rewolucje.

## Rodzina i edukacja
Urodziła się w Komorowie. Jest córką Mirosława Ikonowicza, byłego korespondenta Polskiej Agencji Prasowej, i Olgi z domu Łucek (1931−2001), która pracowała jako reżyserka dźwięku w Polskim Radiu. Jej matka była pochodzenia rosyjskiego, a ojciec pochodzi z Wileńszczyzny; matka Ikonowicza miała pochodzenie włoskie, a rodzina jego ojca wywodziła się z Bałkanów. Ze względu na słaby stan zdrowia matki chorującej na gruźlicę po narodzinach trafiła pod opiekę dziadków, cukierników Ireny i Leona Łucków, którzy mieszkali w Komorowie. Następnie zamieszkała z rodziną na warszawskim Muranowie. Ze względu na charakter pracy ojca, w latach 1956–1959 mieszkała w Sofii i w latach 1963–1967 w Hawanie. Ma młodszego brata, Piotra, który jest politykiem, prawnikiem i dziennikarzem. Jej ojcem chrzestnym był Ryszard Kapuściński, przyjaciel rodziny.
Przez dwa lata uczyła się w IX Liceum Ogólnokształcącym im. Klementyny Hoffmanowej w Warszawie, ostatecznie ukończyła XXII Liceum Ogólnokształcące im. Jose Marti w Warszawie. Przez rok pracowała w archiwum Galerii Arsenał. Ukończyła studia malarskie w Królewskiej Akademii Sztuk Pięknych św. Ferdynanda w Madrycie. Swoją pierwszą wystawę malarską zaprezentowała w trakcie studiów, w Klubie Prasy Zagranicznej przy Paseo de la Castellana. W tym czasie dorabiała, pracując jako opiekunka do dzieci, tłumaczka i menedżerka w restauracji Tijo Pepe. Biegle mówi w języku hiszpańskim, komunikuje się również w językach: włoskim, portugalskim, niemieckim, rosyjskim i angielskim.

## Kariera zawodowa

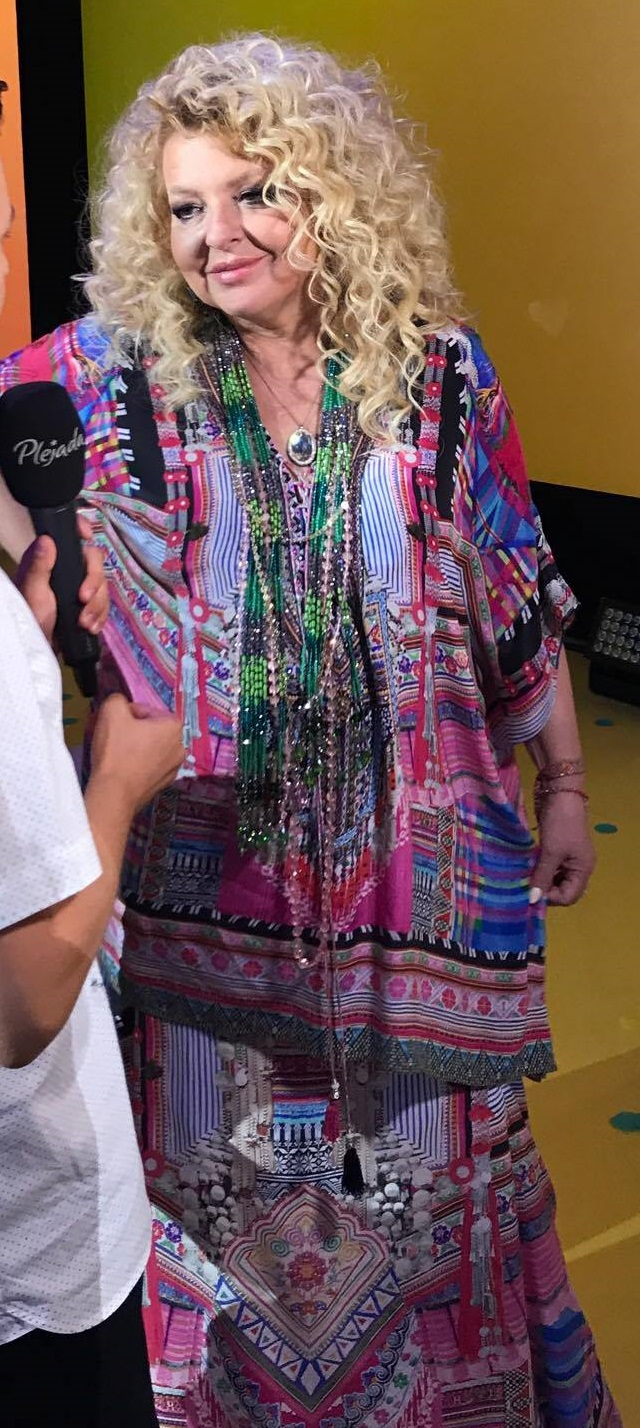
Gessler na konferencji ramówkowej TVN (2017)

W latach 80. prowadziła w Madrycie firmę cateringową, po czym zajęła się przygotowywaniem dań na przyjęciach dla hiszpańskich dygnitarzy i członków dworu królewskiego – jej kunszt kulinarny docenił m.in. król Juan Carlos I oraz ekspertka kulinarna Clara María González de Amezúa, dzięki której poprowadziła autorskie warsztaty w hiszpańskiej Królewskiej Akademii Gastronomicznej. Swoją pierwszą restaurację „W Ogrodzie” otworzyła w 1989 razem z braćmi Adamem i Piotrem Gesslerami w pałacu Zamoyskich przy ul. Foksal w Warszawie. Następnie otworzyli restaurację „Trębacka” w Warszawie. Po podziale rodzinnej firmy w 1991 jej i Piotrowi Gesslerowi przypadła restauracja „U Fukiera” na Rynku Starego Miasta w Warszawie, którą otworzyli 6 marca 1991.
Wydała trzy książki kucharskie: „Kuchnia moja pasja” (2005), „Kocham gotować – Magdy Gessler przepis na życie” (2007) i „Kuchenne Rewolucje. Przepisy Magdy Gessler” (2012). W latach 2010–2012 pisała felietony kulinarne publikowane w tygodniku „Wprost”, a w latach 2012–2018 była felietonistką tygodnika „Newsweek”.
Od 2010 jest związana z telewizją TVN. Od marca 2010 prowadzi program Kuchenne rewolucje, od września 2012 jest jedną z jurorek w polskiej edycji programu MasterChef, a w 2022 poprowadziła liczący cztery odcinki programu Święta z Gesslerami. Ponadto w 2016 i 2019 wystąpiła gościnnie w kilku odcinkach programu MasterChef Junior Polska, a w 2017 i 2018 była jurorką w specjalnym wydaniu programu pt. MasterChef – Najlepsi. W latach 2017–2019 była prezenterką programów stacji Food Network: Sexy kuchnia Magdy Gessler (2017–2019) i Odkrycia Magdy Gessler (2019).
16 grudnia 2010 została wyróżniona certyfikatem przez Ministra Rolnictwa i Rozwoju Wsi Artura Ławniczaka za promocję polskich produktów.
W lutym 2014 nawiązała współpracę z Targami Produktów Tradycyjnych i Ekologicznych „Regionalia”. Użyczała twarzy parówkom pod nazwą Besos, produkowanym przez firmę ZM Peklimar SA. Zaprojektowała własną kolekcję obrusów i serwet dla Fabryki Lnu Żyrardów oraz grę planszową Kuchenny poker.
Wystąpiła gościnnie w jednym z odcinków seriali TVN Niania (2008) i Na Wspólnej (2014). Zagrała w polskim zwiastunie szóstego sezonu serialu Netfliksa Orange Is the New Black (2018). Użyczyła głosu żółwicy Magdzie w filmie animowanym Mniam! (2011). W 2019 była bohaterką reality show Starsza pani musi fiknąć i gościem w programie Big Brother, a jesienią 2022 była gościem w jednym z odcinków programu TVN Lego Masters. Wzięła udział w kampaniach reklamowych marki Ulgix, produkującej środki ułatwiające uwalnianie gazów jelitowych oraz poprawiających procesy trawienne.
W 2021 wydała autobiografię pt. Magda. W 2022 ogłoszono, że powstanie film fabularny opowiadający o życiu Gessler, którego scenariusz ma być inspirowany książką Magda.
Wiosną 2024 była gościem odcinka programu TVN Autentyczni. Od 2025 prowadzi program typu talk-show Magda gotuje internet, w którym przeprowadza wywiady z celebrytami.
Na początku 2024 roku prokuratura skierowała do sądu akt oskarżenia przeciwko niej w sprawie nielegalnej reklamy wina na Facebooku. Podczas przesłuchania w charakterze świadka złożyła wyjaśnienia, nie przyznając się do winy.

## Życie prywatne
20 maja 1982 poślubiła Volkharta Müllera (1942–1987), korespondenta tygodnika „Der Spiegel” w Madrycie. Z tego związku pochodzi syn Tadeusz (ur. 13 sierpnia 1983) oraz przedwcześnie urodzona córka Anna, która zmarła 2 tygodnie po narodzinach. Po śmierci męża wróciła do Polski i wyszła za Piotra Gesslera (1958-2021), syna warszawskiego restauratora Zbigniewa Gesslera. Mają córkę, Aleksandrę Larę (ur. 19 września 1989). Miała kilkumiesięczny romans z Mariuszem Diakowskim, z którym w 2001 otworzyła restaurację „Zielnik”, poza tym przez trzy miesiące pozostawała w nieformalnym związku z aktorem Piotrem Adamczykiem. Na początku lat 2000. wzięła ślub ekumeniczny z Waldemarem Kozerawskim, lekarzem mieszkającym w Toronto.
Bywała mylona z Martą Gessler, właścicielką restauracji „Qchnia Artystyczna” i kwiaciarni „Warsztat Woni” w Warszawie. Obie są kolejnymi żonami Piotra Gesslera, stąd zbieżność nazwisk.
Mieszka w Łomiankach. Deklaruje wyznanie prawosławne.
W 2018 wyznała, że mierzy się z paraliżem nerwu trójdzielnego twarzy.

## Filmografia
- 2008: Niania – jako służąca (odc. 106)
- 2011: Mniam! – jako żółwica Magda (dubbing)
- 2014: Na Wspólnej – jako ona sama (odc. 1880, 1882)
- 2024: Garfield – jako właścicielka restauracji, Maria (dubbing)

## Nagrody i nominacje
| Rok  | Nagroda              | Kategoria                       | Rezultat  | Źródło |
| ---- | -------------------- | ------------------------------- | --------- | ------ |
| 2011 | Wiktory 2010         | Największe odkrycie telewizyjne | Wygrana   | [ 77 ] |
| 2012 | Telekamery 2012      | Osobowość telewizyjna           | Wygrana   | [ 78 ] |
| 2013 | Telekamery 2013      | Osobowość telewizyjna           | Nominacja | [ 79 ] |
| 2013 | Plejada Top Ten 2013 | „Zawsze na szczycie”            | Wygrana   | [ 80 ] |
| 2014 | Telekamery 2014      | Osobowość telewizyjna           | Nominacja | [ 81 ] |
| 2017 | Telekamery 2017      | Osobowość telewizyjna           | Nominacja | [ 82 ] |
| 2018 | Telekamery 2018      | Osobowość telewizyjna           | Nominacja | [ 83 ] |